# Krøderen
Il Krøderen è un lago della Norvegia nella contea di Buskerud.

## Geografia

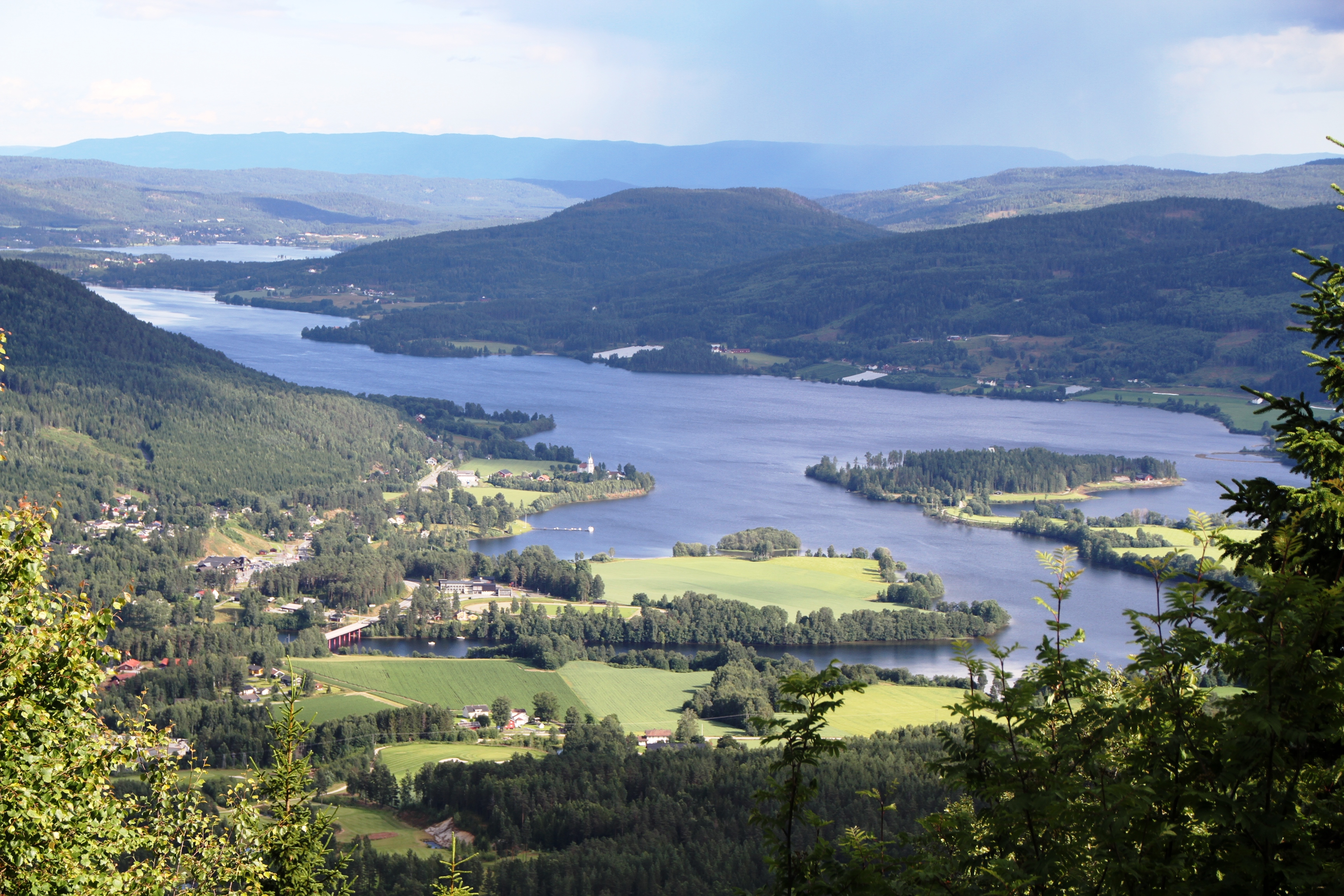
Il lago visto dalle alture di Norefjell, nel comune di Krødsherad.

Il lago si allunga per 41 km tra i comuni di Krødsherad e Flå.
Il principale immissario è il fiume Hallingdalselva, che si getta nel lago nella sua parte nord-occidentale. Il lago ha come principale emissario il fiume Snarumselva, a sua volta affluente del Drammenselva che sfocia nel Drammensfjord.
Un ponte, lungo la Strada Nazionale 7, attraversa il lago a Noresund, dove il Krøderen è largo circa 200 metri.

## Origini del nome
Il nome trae origine dal termine norreno Krø´ðir, in riferimento alla forma tortuosa del lago.